# Minnie Lou Bradley
1. تحويل ميني لو برادلي

هذه صفحة لأحد أسماء الشخصية المذكورة أعلاه أو ألقابها أو لكنية من كُناها، وهي تحوَّل آلياً من يبحث عنها إلى صفحة Minnie Lou Bradley.